# Cantón de Cusset-Sur
El cantón de Cusset-Sur era una división administrativa francesa, que estaba situada en el departamento de Allier y la región de Auvernia.

## Composición
El cantón estaba formado por siete comunas, más una fracción de la comuna que le daba su nombre:
- Abrest
- Busset
- Cusset (fracción)
- La Chapelle
- Le Vernet
- Mariol
- Molles
- Saint-Yorre

## Supresión del cantón de Cusset-Sur
En aplicación del Decreto nº 2014-265, de 27 de febrero de 2014, el cantón de Cusset-Sur fue suprimido el 22 de marzo de 2015 y sus 8 comunas pasaron a formar parte, cinco del nuevo cantón de Lapalisse, dos del nuevo cantón de Vichy-2 y uno del nuevo cantón de Cusset.